# 孫鎬鈞
孫鎬鈞（1963年7月5日—），韩国男演员。曾用艺名孙清（韓語：손청）。1984年1月移居美国，在洛杉矶担任舞台演员。1986年，回到韩国，在首尔藝術大學学习舞台戏剧表演。1990年在电影《将军的儿子》中担任配角，成为电影演员。1991年，以KBS第14期演员，作为电视剧演员正式出道。2012年被首尔地方警察厅任命为名誉警察（中尉）。

## 作品

### 電視劇
- 《丑闻》（2024年，KBS2） - 特别出演（饰演文正茵的情夫林多雄）
- 《蔣英实》（2016年，KBS1） - 蒋基培
- 《懲毖錄》（2015年，KBS1）- 祖承訓
- 《说客》（2007年，SBS） - 国防安全司令部司令、海军上将李泰俊中将
- 《키드 갱》（2007，OCN）
- 《白色巨塔》（2007年，MBC） - 明仁大学医院胸外科主任刘正进
- 《渊盖苏文》（2006年，SBS） - 张衡
- 《首尔1945》（2006年，KBS1） - 南朝鮮勞動黨成员柳仁
- 《朱蒙》（2006年，MBC） -  赤池将军
- 《第五共和国》（2005年，MBC） - 总统政务首席秘书崔秉烈
- 《土地》（2004年，SBS） - 金康洙
- 《不滅的李舜臣》（2004年，KBS1） - 劉綎
- 《英雄时代》（2004年，MBC） - 第四代中央情报局局长金炯旭
- 《2004人类市场》（2004年，SBS）
- 《太阳之南》（2003年，SBS）
- 《武人时代》（2003年，KBS1） - 白存儒
- 《이것이 인생이다》（KBS1，2003 ）
- 《历史剧场》（2003年，EBS）
- 《野人时代》（2002年，SBS）
- 《历史探索与过去的对话》（2002年，EBS）
- 《这对夫妇的生活》（2002年，SBS） -  卢智植
- 《太祖王建》（2000年，KBS1） - 元会
- 《덕이》（2000年，SBS）
- 《順風婦產科》（1999年，SBS ） -警长
- 《白夜3.98》（1998年，SBS）
- 《王与妃》 ( 1998 , KBS1 ) – 楊汀
- 《프로젝트》（1996年，KBS2）
- 《컬러 第1集（화이트）》（1996年，KBS2）
- 《传说的故乡》（1996年，KBS2）
- 《林巨正》（1996年，SBS）
- 《龙之泪》（1996年，KBS1） - 南在
- 《澡堂里的男人》（1995年，KBS2） - 千相奎
- 《灿烂的黎明》（1995年，KBS1） - 袁世凯
- 《即使风在吹》（1995年，KBS1）
- 《沙漏》（1995年，SBS）
- 《韓明澮》（1994年，KBS2） - 柳子光
- 《青春剧场》（1993年，KBS2）- 崔达根
- 《新孙子兵法》（1993年，KBS2）
- 《대추나무 사랑걸렸네》（1993年，KBS 1TV）
- 《流浪的灵魂》（1993年，KBS 1TV）
- 《最佳剧场》（1993年，MBC）
- 《대추나무 사랑걸렸네》（1992年，KBS2）
- 《三國記》（1992年，KBS2） - 遲受信
- 《아스팔트 내 고향》（1991年，KBS2）

### 電影
- 1990年《将军的儿子》
- 1990年《꼭지딴》
- 1991年《开辟》 - 金盖南
- 1991年《제5의 사나이》
- 1991年《特蕾莎的情人》
- 1995年《枪手》-子弹出租车司机
- 1999年《魚》 - 军火商林凤柱
- 2003年《蝴蝶》-Boss
- 2017年《野兽女孩》-王董事长

### 情景喜剧
- 《뻥꽝》（2019年，FTV）

## 外部連結
- 孫鎬鈞在韩国电影数据库（KMDb）上的資料（韓語）